# Platysympus muranoi
Platysympus muranoi är en kräftdjursart som beskrevs av Gamo 1980. Platysympus muranoi ingår i släktet Platysympus och familjen Lampropidae. Inga underarter finns listade i Catalogue of Life.